# إيدسون بوارو
إيدسون بوارو (بالبرتغالية: Édson Boaro) (مواليد 3 يوليو 1959) هو لاعب كرة قدم. يلعب مع منتخب البرازيل لكرة القدم. سبق له أن لعب في كأس العالم لكرة القدم مع منتخب بلاده.

## روابط خارجية
- إيدسون بوارو على موقع قاعدة بيانات كرة القدم.إي يو (الإنجليزية)
- إيدسون بوارو على موقع ناشيونال فوتبول تيمز (الإنجليزية)
- إيدسون بوارو على موقع عالم كرة القدم.نت (الإنجليزية)